# R. Kelly (album)
Albums de R. Kelly
12 Play
(1993) R.
(1996)
Singles
1. You Remind Me of Something
Sortie : novembre 1995
2. Down Low
Sortie : mars 1996
3. I Can't Sleep Baby (If I)
Sortie : juillet 1996

R. Kelly est le 2e album studio en solo de R. Kelly sorti en novembre 1995.
Les 3 singles sortis aux États-Unis ont été n°1 dans les charts R&B américains et certifiés disques de platine (1 000 000) : You Remind Me of Something, Down Low et I Can't Sleep Baby (If I).
L’album a été certifié 7 fois disque de platine aux États-Unis.
Les ventes mondiales sont estimées à environ 6 200 000.

## Charts
Aux États-Unis, R. Kelly est entré directement n°1 au Billboard 200. C’est le 1er n°1 du chanteur dans son pays. 
Au total, il est resté 68 semaines classées, dont 5 semaines dans le Top 10.
Au Royaume-Uni, il s'est classé 43 semaines (dont 28 consécutives) dans les charts britanniques.
| Classements / Pays (1992)        | Meilleure position |
| -------------------------------- | ------------------ |
| Billboard 200                    | 1 (1 semaine)      |
| Billboard Top R&B/Hip-Hop Albums | 1 (2 semaines)     |
| UK Albums Chart                  | 18                 |
| Nouvelle-Zélande                 | 30                 |
| Pays-Bas                         | 26                 |
| Suède                            | 32                 |

## Liste des titres
Toutes les chansons sont écrites et composées par R. Kelly, sauf (You To Be) Be Happy par R. Kelly et The Notorious B.I.G..
| No  | Titre                                                    | Durée |
| --- | -------------------------------------------------------- | ----- |
| 1.  | Intro – The Sermon                                       | 3:20  |
| 2.  | Hump Bounce                                              | 4:06  |
| 3.  | Not Gonna Hold On                                        | 4:04  |
| 4.  | You Remind Me of Something                               | 4:10  |
| 5.  | Step in my Room                                          | 3:48  |
| 6.  | Baby, Baby, Baby, Baby, Baby…                            | 4:20  |
| 7.  | (You To Be) Be Happy (feat. The Notorious B.I.G.)        | 4:36  |
| 8.  | Down Low (Nobody Has to Know) (feat. The Isley Brothers) | 4:48  |
| 9.  | I Can't Sleep Baby (If I)                                | 5:31  |
| 10. | Thank God It's Friday                                    | 3:54  |
| 11. | Love is on the Way                                       | 3:02  |
| 12. | Heaven If You Hear Me                                    | 0:57  |
| 13. | Religious Love                                           | 4:12  |
| 14. | Tempo Slow                                               | 4:10  |
| 15. | As I Look into My Life                                   | 1:30  |
| 16. | Trade in My Life                                         | 6:21  |